# Vivianne Malmström
Vivianne Malmström, född den 27 augusti 1966 i Boden, är en svensk medicinsk forskare, professor i reumatologisk immunologi vid institutionen för medicin, Karolinska Institutet, KI, Solna från den 1 maj 2014.
Malmström har en fil kand i molekykärbiologi från Uppsala universitet 1988, där hon även påbörjade sina forskarstudier med dåvarande docenten Rikard Holmdahl som handledare. Hon disputerade 1997 vid Lunds universitet med en avhandling inom reumatoid artrit.
Hon var postdoktoral på University of Oxford, UK  1997-2000 och på KI till och med 2003.  Under tre år hade hon en tjänst som  Assistant Professor och har sedan 2006 som docent i experimentell medicin varit Associate Professor med egen forskargrupp om ett dussin personer, som sysslar med forskning kring autoimmuna sjukdomar som reumatologisk artrit. Enheten har föreståtts av professor Lars Klareskog. 
Malmström är gift med datavetaren Ludvig Borgne och paret har två barn.